# Carles Castillejo i Salvador
Carles Castillejo i Salvador (Barcelona, 18 d'agost de 1978) és un atleta català, que competeix en proves de llarga distància i de camp a través.
L'any 2004 va aconseguir el Campionat d'Espanya en 5.000 metres.
L'any 2008 va participar en la prova de 10.000 m dels Jocs Olímpics de Pequín, quedant en el 23è lloc, amb una marca de 28'13"68.
L'any 2009 es va proclamar campió d'Espanya en 10.000 metres. Gràcies a aquesta victòria va participar en el Campionat del Món Berlín 2009, quedant en el 15è lloc amb una marca de 28'09"89.
L'any 2011 es va proclamar campió d'Espanya de marató en guanyar la 2a Marató Internacional Ciutat de Castelló, amb un temps de 2h10'08". Gràcies a aquest val, va aconseguir la classificació als Jocs Olímpics de Londres 2012.
L'any 2012 debutà en mitja marató guanyant la 26a Mitja Marató de Granollers, amb un temps d'1h02'36", tres segons menys que el plusmarquista kenyà Patrick Makau.

## Millors marques
Actualitzat a 6 de febrer de 2012
| Disciplina   | Temps    | Data                   | Lloc                 |
| ------------ | -------- | ---------------------- | -------------------- |
| 1500 m       | 3:39.09  | 19 de juliol de 2003   | Madrid               |
| 3000 m       | 7:42.02  | 17 de juliol de 2004   | Madrid               |
| 5000 m       | 13:11.50 | 10 de juny de 2009     | Huelva               |
| 10000 m      | 27:39.79 | 12 de juliol de 2008   | Vigo                 |
| Mitja marató | 1:02.36  | 5 de febrer de 2012    | Granollers           |
| Marató       | 2:10:08  | 11 de desembre de 2011 | Castelló de la Plana |